# Mike Erwin
Mike Erwin (ur. 31 sierpnia 1978 w Dalton) – amerykański aktor filmowy, telewizyjny i głosowy. Znany jest między innymi jako odtwórca roli młodego Bruce'a Bannera w filmie Hulk.

## Wybrana filmografia

### Filmy
- 2002: Nowy – Travis
- 2003: Hulk – nastoletni Bruce Banner
- 2004: Sposób na kobietę – Matt
- 2004: Nastolatki – Nick Hartman
- 2005: Kochaj i mścij się – Barry

### Seriale
- 2001: Potyczki Amy – Max Pagano
- 2001: Siódme niebo – Hugh
- 2001: Ultraman Tiga – Golza
- 2002: Jak dwie krople wody – przyjaciel Todda
- 2002: Reba – Eric
- 2002: Wczoraj jak dziś – Rob
- 2002–2004: Everwood – Colin Hart
- 2003: Świat Raven – Sam
- 2003: Pogoda na miłość – Gabe
- 2003–2005: Przygody Jackie Chana – Strikemaster Ice (głos)
- 2004: CSI: Kryminalne zagadki Miami – Kyle Preston
- 2004: Joan z Arkadii – Lars Klosterman
- 2004–2009: CSI: Kryminalne zagadki Las Vegas –
  - Dean Tate,
  - Julian Bristol
- 2004–2006: Młodzi Tytani – Roy Harper/Speedy (głos)
- 2006: Liga Sprawiedliwych bez granic – Roy Harper/Speedy (głos)
- 2006–2007: Domowy front – Mark
- 2007: Agenci NCIS – Devon Watkins
- 2007: Zaklinacz dusz – Kevin Graham
- 2008: Dexter – Fred „Freebo” Bowman
- 2010: Pamiętniki wampirów – Charlie
- 2013: Miasto cudów – Ira Styne
- 2016: Code Black: Stan krytyczny – Randall Underwood
- 2017: Kości – Matt Bodgan
- 2017: Mroczne zagadki Los Angeles – Dean Lewis
- 2017: Agenci NCIS: Los Angeles – Pacey Smith
- 2017: Colony – Darin
- 2022: Agenci NCIS – Sam Radner